# Lentinula cubensis
Lentinula cubensis är en svampart som först beskrevs av Berk. & M.A. Curtis, och fick sitt nu gällande namn av anon. Lentinula cubensis ingår i släktet Lentinula och familjen Marasmiaceae.   Inga underarter finns listade i Catalogue of Life.